# Ventosa de la Cuesta
Ventosa de la Cuesta è un comune spagnolo di 147 abitanti situato nella comunità autonoma di Castiglia e León.